# Świadki profilowe

Świadki profilowe – termin stosowany w archeologii na określenie pozostawionych nienaruszonych fragmentów stratyfikacji stanowiska archeologicznego. Ściany świadków profilowych przez to, iż zawierają obraz układu warstw służą do zadokumentowania historii stanowiska. Pozostawianie na stanowisku świadków profilowych pozwala równocześnie prowadzić obserwacje w płaszczyźnie poziomej i pionowej. 
Pozostawione świadki profilowe zakrywają fragmenty badanego stanowiska, uniemożliwiając jego dokładne przebadanie.
Należy zauważyć, iż przekroje przez stratyfikacje stanowiska powstają także na ścianach wykopów. W przypadku wykopalisk szerokopłaszczyznowych nie można polegać na obserwacji ścian wykopów, ponieważ badany jest duży obszar, a stratyfikacja odnosi się tylko do granic wykopu. Warstwy mają zmienną miąższość i kontury. W takim wypadku pozostawia się dodatkowe świadki w wybranych miejscach. Po zadokumentowaniu zostają usunięte.